# グク

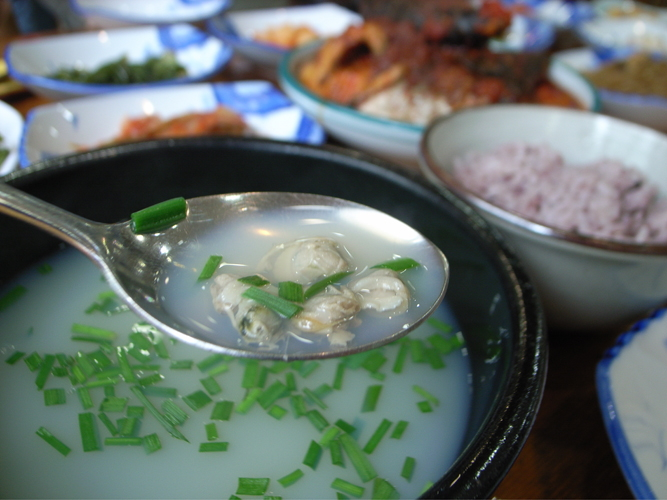
貝のグㇰ

グㇰ(クㇰ、クックとも：국＝guk/kuk)またはタン(湯、tang)は、朝鮮料理のスープの総称である。
主食であるパッ（飯）にグㇰを添え、パンチャン（副菜）とともに食すのが、朝鮮料理の伝統的な習わしで基本的な食事の構成である。朝鮮料理のテーブルセッティングでは、グㇰはパッの右側、スジョ（スプーンと箸）の左側に置く。

## 起源
パッ（飯）にグㇰ（汁物）を添える朝鮮半島の食習慣の起源は定かではないが、相当に古くからの習慣であると考えられている。グㇰの調理法はシンプルで、肉・魚・野菜などあらゆる食材に大量に水を注ぎ、味付けして煮込むことを基本とし、少量の食材から最大限に栄養分を引き出し、多様な人々で食卓を囲むのに適した料理であるためである。

## 特徴
グㇰに使用できない食材はおよそ無く、食材に応じて調理法の仔細は異なる。季節の食材を活かしつつ、味付け、色合い、栄養価のほか、エンゲル係数も考慮して、主食であるパッ（飯）の種類やパンチャン（副菜）の内容にあわせたバランスのよい料理にできることが最大の特徴とされる。
季節によって大きく種類が異なり、伝統的には、夏は冷したネングクを食べるが、秋にはキノコや根菜を煮て醤油で味付けた澄まし汁のグクを食べ、冬や春には味噌を溶いて味付けたトジャンククを食べる。

## 主なグクの種類と調理法

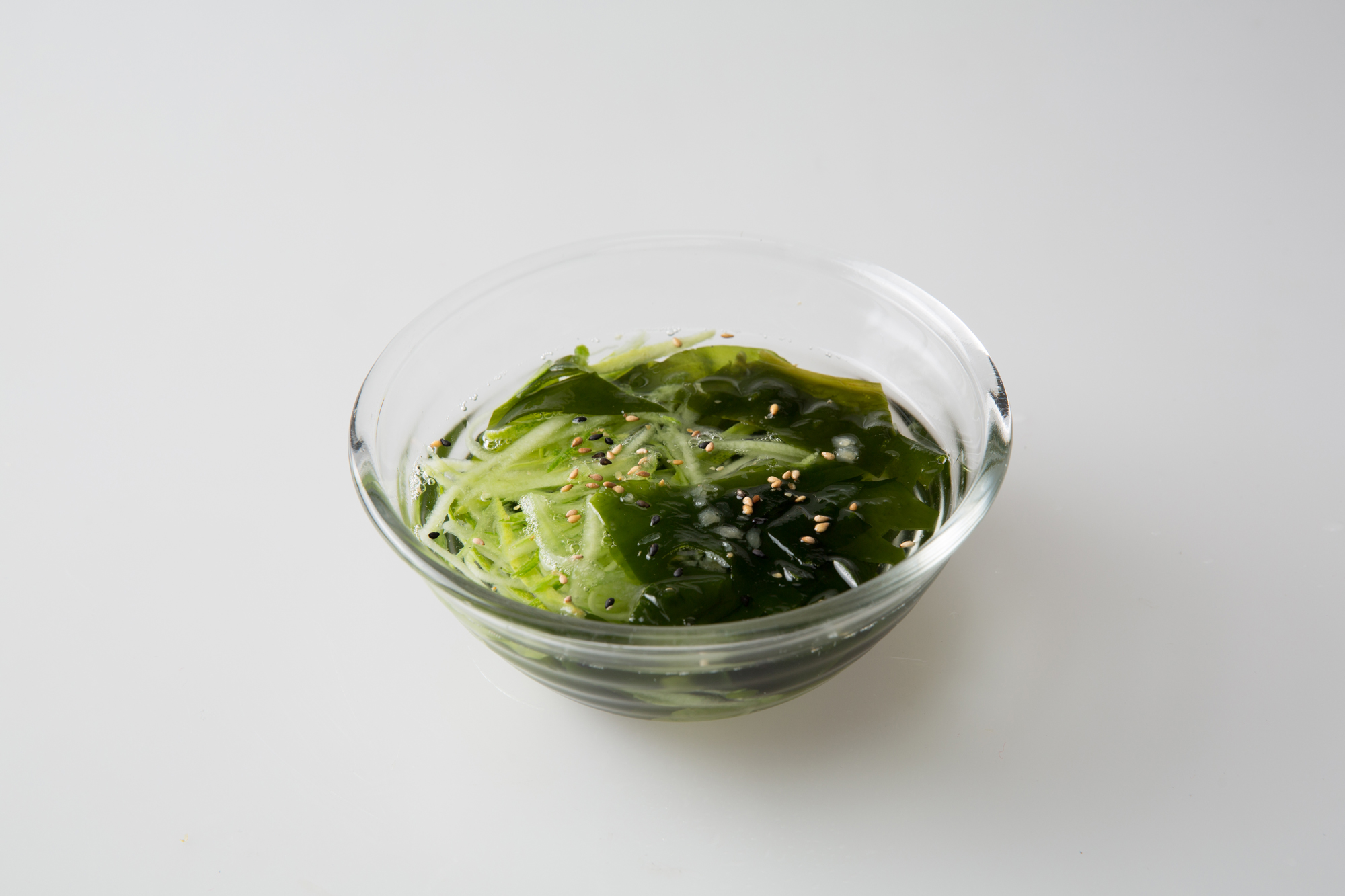
キュウリとワカメの冷たいグㇰ（ネングク）

マルグンジャングク
マルグンジャングクは、「調味料（醤）で味付けした透明なスープ」という意味であり、肉、魚、野菜、魚介等を具材とする。牛肉では、ブリスケット（胸肉）でとる出汁が最も美味であるといわれる。
トジャンクク
トジャンククは味噌で味付けしたククのことで、春には山菜を用いたほろ苦いトジャンククを、冬には煮凝りや、ホウレンソウやウゴジ（葉野菜の外葉）を入れたトジャンククを食べることが多い。
ネングク
ネングクはグㇰを冷やした冷たいスープで、夏の蒸し暑い時に主に食べる。代表的なネングクは、ワカメを入れる ミヨックク、キュウリを入れるオイネングク、鶏を煮込んで出汁をとったスープに胡麻を入れるケッククがある。淡泊な味付けで、身体に溜まった熱を逃がし、喉の渇きを解消するタイプのグクが適している。
コムグㇰ
コムグㇰ（または「コムタン」と呼ばれる）は、あばら、尾、胸肉、頭、骨等の牛の様々な部位を長時間茹でて作る。長時間煮て栄養分が湯に溶け出ると汁が濁り、牛乳のような白濁色で豊かな味わいになり、湯面に浮く油を取り除いた後、塩で味付け、みじん切りにしたネギと胡椒で味を調える。地方によっては使用する牛肉の部位がちがったり、醤油で味を調えるケースもある。
ミヨックク
ミヨッククは牛の胸肉やひざの後ろの肉などをじっくり煮込んで作ったククに、ワカメを入れて醤油で味を調えたもの。
へジャンクク
ヘジャンククは「二日酔いを覚ますグク」の総称で、その語意により「スル（酒）グク」とも呼ばれる。同じ意味を持つ「醒酒湯（ソンジュタン）」が朝鮮王朝時代の1600年代の文献に登場することから、その起源は古いとみられるが仔細は不明とされる。へジャンククの調理法は食材も調理法も地域差が大きいが、へジャンククの店は早朝から開店していることが多いため、酒量が過ぎた夜ばかりでなく、徹夜明けの朝に食す人も多い。
ケジャングク
犬の肉を煮込んで作るククの一種で、「ケジャン」とも言う。肉はよく煮込んでスープを作った後、食べる直前に肉のみを取り分けてヤンニョムで味を付けて食す。五臓を労る健康増進効果があるとされたから「ポシンタン（保身身）」とも呼ばれる。犬の肉は古来貴重な食材であり、季節的には旧暦6月の夏の暑さが盛りとなる「ポンナル（伏日）」の日に食す。
テンジャングㇰ
テンジャンと米のとぎ汁で作る。
チェチョプグク
チェチョプグクは、シジミを主な材料とするグクで、魚介類を多く食べる韓国南東部慶尚道地方の郷土料理。

## 文化

### 食べる機会・食べてはいけない機会
韓国では家族の状況により必ず食べるグㇰと食べてはいけないグㇰがあり、これらの言い伝えには科学的根拠があるものもあるが、習わしの要素が強いものもある。
よく食べるケース
- 手術後の回復期や、高齢者が体調を崩して寝込んだりした時には、栄養価の高いコムグクを食べさせる。
- 疲労から風邪をひいた折りは、大豆モヤシを煮て粉トウガラシを大量に入れた熱いグㇰを食べる。
- 酒飲で弱った胃腸の調子を整えたいときは、グㇰに干した鱈を入れて煮る。
- 誕生日にはミヨッククを食べる。これは、ミヨッククの主な具であるワカメに母乳の出を良くする成分が含まれていることから、産後の女性には必ずミヨッククを食べさせる習慣に端を発する風習で、古くは妊婦にワカメを市場で買い求めるのは孫の誕生を待つ舅の役割であり、幅広く長いものが最高品質とされた。ワカメを買う時は値切ると難産になるという俗説があるので、値切り交渉はしてはいけないという。また、市場からワカメを持ち帰る時は、不浄のものに触れないよう縄で縛り、肩に乗せて持ち帰るものとされた。

絶対に食べないケース
- 試験の前にミヨッククを食べると合格しないという俗説があるため、試験の前にはミヨッククは食べない。具のワカメはヌルヌルして「滑る」ためである。

### ことわざ
- 「熱いグクの味はわからない」 意味：急務に直面すると正確な判断はできない[7]。
- 「おいしくないグクは熱いばかりだ」 意味：むやみに度を超えることや、人間性に欠ける者ほど傲慢で喧しいということ[7]。
- 「冷めたグクも吹いて食べる」 意味：一度驚いた後は用心するようになる[7]。「羹に懲りて膾を吹く」に同じ。
- 「若者のぼけは綾巻で直し、年寄りのぼけはコムグクで直す」 意味：若者がふざけたことを言うのは分別がついていないせいなので尻を叩いて躾け、老人のそれは年老いたことが原因なのでコムグクで栄養を付けて直すのがよい[8]。

## タンとの差異
「タン」は広義ではグクの敬語であり、もともとは特別な祭祀で食す汁物だった。しかし「コムグク」と「コムタン」のように一般的に混用される場合も多くあり、グㇰとタンはおおむね同じ種類の料理とみなされるが、濃度の濃いものをタンという場合もある。一般的に、野菜の軽いスープには「グㇰ」、ヨンポタン（タコのスープ）、テグタン（タラのスープ）等のように固体の具材が入ったより重く濃いスープには「タン」が用いられる。
グクが、飯（主食）に添えられる汁物であるのに対し、タンは単品で完成された料理であることが多く、使用する食器もグクより一回り大きな器で提供する。代表的な料理に、コムグㇰ（コムタン）と同様のつくり方で、牛の頭や内臓や骨などを煮て作るソルロンタンや、鶏や豚の骨で作ったサムゲタンやカムジャタンがある。
カムジャグクとカムジャタン（豚の背骨とジャガイモを煮込んだ鍋）は別の料理であり、ジャガイモのスープはカムジャグクと呼ばれる。

## 関連文献
- “Guk (국)” (Korean).   Empas / EncyKorea. 2008年5月27日閲覧。
- “Guk (국)” (Korean).   Doosan Encyclopedia. 2008年5月27日閲覧。